# Hôpital de Castelnaudary
L'hôpital de Castelnaudary ou Centre Hospitalier Jean-Pierre Cassabel, sa dénomination actuelle, est un hôpital public situé 19 avenue Monseigneur de Langle à Castelnaudary dans le département de l'Aude (France). Riche de son passé, notamment par son apothicairerie, cet hôpital accompagne la population du Bassin chaurien.

## Description
L'édifice actuel porte le nom de Centre Hospitalier Jean-Pierre Cassabel, en mémoire du député de l'Aude et maire de Castelnaudary de l’époque (2e moitié du XXe siècle).
Il comprend une clinique chirurgicale et obstétricale (créée en 1935), un service de radiologie (1953), un service d'urgences (1980), un bloc chirurgical dans les locaux de l'ancien pavillon militaire (inauguré en 1982). Un service de Soins de suite et de réadaptation (SSR) et une Unité de soins de longue durée (USLD) sont créés en 1985.
En 2000, la Maison de retraite est agrandie ; la Maternité est transformée  en Centre périnatal de proximité (CPP) en 2004 ; un Service de soins infirmiers à domicile (SSIAD) est créé en 2005. En Médecine, trois lits de soins palliatifs ouvrent en 2008. En 2009, la Radiologie est agrandie, modernisée et restructurée : numérisation, ouverture du scanner, travail en télétransmission, recrutement de personnels qualifiés. En  2013, une Unité d'hébergement renforcé (UHR) ouvre ses portes.
L'hôpital acquiert un ostéodensitomètre en 2019. Il prévoit divers agrandissements et modernisations pour les années à venir.
L'hôpital possède une capacité d'hébergement de 223 lits affectés dans les différentes unités.

## Historique
L'hôpital est agrandi[contexte nécessaire] à partir de 1665 par une seconde nef du côté nord. Le clocher date de 1598 et la façade de 1669. Des sondages ont mis au jour des décors datant des XVIIe et XIXe siècles.
La chapelle du Sacré-Cœur est d'architecture romane. Elle est composée d'une abside avec deux absidioles et d'une nef à deux travées. Elle a conservé son autel et ses boiseries du XVIIIe siècle. Les autres chapelles ont été reprises au XIXe siècle ou témoignent de remontages à partir d'éléments du XVIIIe. Dans l'abside, le seul décor historié se trouve sur le mur triomphal avec deux anges entourant l'Agneau. La chapelle date du milieu du XIXe siècle (1853-1856).
L'édifice est réputé pour son apothicairerie du XVIIIe siècle. Construite en 1783 sous l'égide de Mgr Bertrand de Langle, évêque de Saint-Papoul au XVIIIe siècle, pour les besoins de l’hôpital, celle-ci abrite une remarquable collection de 226 pots de pharmacie. Des pots en faïence de Moustiers du XVIIIe siècle, chevrette ou canon, monochromes ou polychromes, ornés de feuilles d'acanthe et de bouquets de roses, avec des têtes de faune, sont alignés sur les étagères de bois. Des pots sont attribués aux frères Ferrat (1773-1790), certains sont signés. On y trouve aussi des pots en porcelaine  de style Empire du XIXe siècle. Un mortier en bronze de 70 kg date de 1622. Il porte une inscription latine signifiant : Beaucoup de maux trouveront leur salut dans ce mortier sous la sauvegarde du sauveur.
C'est au XVIIIe siècle qu'est officialisée l'existence de l'hôpital de Castelnaudary par lettres patentes du roi Louis XV en 1738 et du roi Louis XVI en 1788.
À cette période, les sœurs de Nevers ou Sœurs Grises assurent les soins aux malades ; elles continuent jusqu'en 1971.
Grâce à la générosité[réf. nécessaire] de Mgr de Langle, l'hôpital est agrandi et prend le nom d'Hôpital Saint Jacques.
Les dons de la Sœur Supérieure Brugelles[réf. nécessaire] permirent à l'hôpital de se développer et il se dota, en 1853, d'une chapelle.
En 1917 est créé un pavillon militaire, transformé en bloc chirurgical en 1980.

## Protection
L'édifice (façades  et  toitures  des  bâtiments  du  XVIIIe siècle, chapelle et corps  de  bâtiment abritant l'ancienne pharmacie et salle de l'ancienne apothicairerie) est inscrit au titre des monuments historiques en 1992 et classé en 1994,.